# ابن جميع الصيداوي
ابن جُمَيع الصيداوي، واسمه الكامل محمد بن أحمد بن محمد بن أحمد بن عبد الرحمن بن يحيى بن جُميع الغساني، ويُكنى بأبي الحسين (306 - 402 هـ / 918 - 1012 م) هو عالم بالحديث ورجاله ، من أهل صيدا. قام برحلة في طلب الحديث، طاف بها العراق والشام ومصر والحجاز وإيران. من آثاره: «معجم الشيوخ»، ذكر فيه تراجم شيوخه الذين أجازوه وأخذ عنهم.
سمع بمكة  من أبي سعيد بن الأعرابي  ، وبالمدينة  أو لم يسمع بها ، وببغداد  من المحاملي  ، وابن مخلد  ، والحسين بن سعيد المطبقي  ، وأبي العباس محمد بن أحمد الأثرم  ، وأحمد بن علي الجوزجاني  ، وخلق ، وبالكوفة  من الحافظ ابن عقدة  ، وبالبصرة  من أبي روق الهزاني  ، وواهب بن محمد  ، وبواسط  من أحمد بن محمد بن سعدان  ، وبكفربيا  من أحمد بن عبد الحكم البزاز  ، وببلد  من أحمد بن إبراهيم الإمام  ، وبالرملة  من أحمد بن عمرو الحافظ  ، وبمصر  من أبي الطاهر أحمد بن محمد الخامي  ، وعدة ، وبصيدا  من أحمد بن ريحان  ، وبصور  من أحمد بن سعيد الفارسي  ، وأحمد بن هشام بن الليث  ، وبمنبج  من أبي بكر أحمد بن يوسف  ، وبحلب  من أبي بكر أحمد بن مسعود الوزان  ، وبسيراف  من جعفر بن محمد الأصبهاني  ، وبرامهرمز  من أبي محمد الحسن بن عبد الرحمن بن خلاد الحافظ  ، وبالمصيصة  من حيان بن بشر القاضي  ، وبعين زربة  من حسنون بن محمد  ، وبأطرابلس  من خيثمة القرشي  ، وبالموصل  من عبد الله بن علي بن  [ ص: 154 ] إبراهيم العمري  ، وبأنطاكية من عبد الله بن خلف الصيدلاني  ، وبيافا  من عبد الله بن علي بن أبي الخنبش  ، وبتنيس  مؤنس بن وصيف  ، وبشيراز  من أبي الصقر مظفر بن محمد  ، وبدمشق من أحمد بن محمد بن عمارة  ، وبطرسوس  من محمد بن إبراهيم بن أبي أمية الطرسوسي  ، وبالرقة  من محمد بن الحسن بن أبي خبزة  ، وبالقلزم  من محمد بن عبد الله بن قنقل  ، وبالأثارب  من أحمد بن محمد العماري  ، وببيروت  من أحمد بن مكحول البيروتي  ، وببياس  من أحمد بن دينار  ، وبالأهواز  من أحمد بن محمد بن شجاع  ، وبعرقة  حسين بن عيسى الخزرجي ، وبدمياط  من خالد بن محمد  ، . وبقرقيسيا  من أبي القاسم عبد الملك بن محمد  ، وبجبلة  من علي بن أحمد بن عسال  ، وبالأبلة  من علي بن عبد الوهاب الظاهري ، وبدير  العاقول عمر بن سورين  ، وبنهر الملك  يزيد بن إسماعيل  [ ص: 155 ] الخلال  . وأعانه على لقي هؤلاء في هذه البلاد الشاسعة سفره في التجارة . 
حدث عنه : عبد الغني بن سعيد  الحافظ ، وتمام الرازي  ، ومحمد بن علي الصوري  ، وأبو علي الأهوازي  ، وولده السكن بن جميع  ، وعبد الله بن أبي عقيل  ، وأبو نصر بن سلمة الوراق  ، وأبو نصر الحسين بن طلاب الخطيب  ، وآخرون .